# Пежо тип 67
Пежо тип 67 (фр. Peugeot Type 67) је моторно возило произведено 1904. од стране француског произвођача аутомобила Пежо у њиховој фабрици у Оданкуру. У том раздобљу је укупно произведено 235 јединица.
Возило покреће двоцилиндрични четворотактни мотор постављен напред, а преко ланчаног склопа је пренет погон на задње точкове. Његова максимална снага била је 10 КС, а запремина 1817 cm³.
Тип 67 има међуосовинско растојање од 220 цм.